# 荣玛乡 (尼玛县)
荣玛乡，是中华人民共和国西藏自治区那曲市尼玛县下辖的一个乡。
该乡位于羌塘国家级自然保护区的缓冲区内（一些牧民的家位于核心区内），平均海拔5000米以上，公共服务十分匮乏。2018年6月，为了不影响保护区内藏羚羊迁徙，同时也为使牧民脱离贫困，荣玛乡进行了“高海拔生态搬迁”，将该乡仅有的两个村——加玲加东村和藏曲村搬迁至拉萨市堆龙德庆区古荣乡。部分乡干部和少数牧民，以及自然保护区的管护员留在该乡内继续工作，而包括他们的亲人在内，其他村民都被搬迁到拉萨。搬迁后，原有牧场将实施退牧还草，为保护区内的藏羚羊提供更多的活动空间。

## 行政区划
荣玛乡下辖以下地区：
藏曲村和洁玲加东村。